# Martin Rieck (Dokumentarfilmer)
Martin Rieck (* 4. August 1980 in Heide) ist ein deutscher Journalist und Dokumentarfilmer.

## Leben
Martin Rieck wuchs in der Nähe von Heide in Schleswig-Holstein auf. In den Jahren 2001 bis 2004 arbeitete er zunächst als Einzelhandelskaufmann für Kfz-Teile. Anschließend war er bis 2008 Filialleiter eines Bekleidungsgeschäftes.
Von 2008 bis 2011 studierte Rieck Visuelle Kommunikation an der Hamburger Technischen Kunstschule (HTK). Sein Abschlussfilm Wo ist die Opelgang geblieben? gewann beim Art Directors Club (ADC) in der Kategorie Film eine Auszeichnung. Nach seinem Abschluss arbeitete Rieck freischaffend in der Werbebranche, unter anderem als Filmeditor für die Agentur Jung von Matt. Sein in Eigenproduktion hergestellter erster dokumentarischer Langfilm Das Leben nach dem Tod am Meer wurde 2013 auf dem 30. Kasseler Dokfest uraufgeführt. Er lief auf zahlreichen weiteren Filmfestivals, auf dem DOK.fest München wurde er mit dem OMU-Preis ausgezeichnet.
Seit 2015 arbeitet Rieck als Journalist und Dokumentarfilmer für die dokumentarische Format-Schmiede „Die BOX“ beim Norddeutschen Rundfunk. Für die Reihe 7 Tage (NDR) war er sowohl als Video-Journalist hinter der Kamera als auch als Reporter vor der Kamera aktiv. Riecks Schwerpunkte sind dabei soziale und gesellschaftliche Themen. So tauchte er zum Beispiel in die Welt der Polizisten, der Autoverkäufer, der Blaulichtreporter und in das Leben radikaler Christen ein und gewann 2019 mit seinem Film 7 Tage... als Pfleger den Dr.-Georg-Schreiber-Medienpreis.
Am Talkformat Die Geschichte eines Abends ist er seit der ersten Folge als visueller Konzepter, Autor und Kameramann beteiligt. Das Format wurde dreimal für den Grimme-Preis nominiert. Darin setzte Rieck Personen der Zeitgeschichte wie die Chefin der Partei Bündnis 90/Die Grünen Annalena Baerbock, Schlagerstar Roberto Blanco, Sportkommentator Marcel Reif oder den Mode-Designer Michael Michalsky visuell in Szene.
2017 wurde der abendfüllende Dokumentarfilm Der Motivationstrainer auf den 51. Internationalen Hofer Filmtagen uraufgeführt. Darin porträtieren Martin Rieck und sein Co-Regisseur Julian Amershi „Erfolgscoach“ Jürgen Höller. Der vom NDR produzierte Film lief auf zahlreichen Festivals, unter anderem auf dem Filmfestival Max Ophüls Preis und dem DOK.fest München, und wurde am 4. September 2018 in der ARD erstausgestrahlt.

## Filmographie (Auswahl)
- 2012: Wo ist die Opelgang geblieben? – ein Heimatfilm
- 2013: Das Leben nach dem Tod am Meer
- 2015: 7 Tage... Breaking News in Delmenhorst
- 2016: 7 Tage... unter Boxern
- 2017: 7 Tage... unter radikalen Christen
- 2018: 7 Tage... unter Polizisten
- 2018: Der Motivationstrainer

## Auszeichnungen (Auswahl)
- 2012: Nachwuchswettbewerb Art Directors Club (ADC) Gewinn „Bronze Nagel“ in der Kategorie Film für den Dokumentarfilm Wo ist die Opelgang geblieben? – ein Heimatfilm
- 2014: Nominierung bester Dokumentarfilm auf dem 35. Filmfestival Max Ophüls Preis für Das Leben nach dem Tod am Meer[3]
- 2014: OMU-Preis auf dem Dok.fest München für Das Leben nach dem Tod am Meer[4]
- 2016: BNK-Medienpreis für das interaktive Filmprojekt Am offenen Herzen[14]
- 2019: Dr.-Georg-Schreiber-Medienpreis gemeinsam mit Stefan Löhr für den Film 7 Tage... als Pfleger[8]